# Dicliptera koiei
Dicliptera koiei är en akantusväxtart som beskrevs av Emery Clarence Leonard. Dicliptera koiei ingår i släktet Dicliptera och familjen akantusväxter. Inga underarter finns listade i Catalogue of Life.